# Amedeo Grillo
Amedeo Grillo (ur. 5 czerwca 1901 w La Spezii, zm. 13 lipca 1979 tamże) – włoski bokser.
W 1924 wystartował na igrzyskach olimpijskich w wadze półciężkiej i zajął 9. miejsce. W pierwszej rundzie olimpijskich zawodów miał wolny los, a w drugiej przegrał z Francuzem Georgesem Rossignonem. Niedługo po igrzyskach przeszedł na zawodowstwo. W latach 1925–1931 stoczył 17 profesjonalnych walk.